# الکساندر مک‌داول مک‌کوک
الکساندر مک‌داول مک‌کوک (انگلیسی: Alexander McDowell McCook; ۲۲ آوریل ۱۸۳۱ – ۱۲ ژوئن ۱۹۰۳) فرد نظامی اهل ایالات متحده آمریکا بود.